# (2820) Iisalmi
(2820) Iisalmi ist ein Asteroid des Hauptgürtels, der am 8. September 1942 von dem finnischen Astronomen Yrjö Väisälä in Turku entdeckt wurde. 
Der Name des Asteroiden ist von der finnischen Stadt und Gemeinde Iisalmi abgeleitet.